# Bağcılar (district)
Bağcılar is een Turks district in de provincie Istanboel en telt 719.267 inwoners (2007). Het district heeft een oppervlakte van 21,1 km².
De bevolkingsontwikkeling van het district is weergegeven in onderstaande tabel.
| 1997    | 2000    | 2007    |
| ------- | ------- | ------- |
| 479.921 | 556.519 | 719.267 |